# Jess Dandy
Pour les articles homonymes, voir Dandy (homonymie).
Jess Dandy (né le 9 novembre 1871 à Rochester, dans l'État de New York et mort le 15 avril 1923  à Brookline, Massachusetts) est un acteur américain.

## Filmographie
- 1914 : Charlot entre le bar et l'amour (His Favourite Pastime) de George Nichols
- 1914 : Charlot aime la patronne (The Star Boarder) de George Nichols
- 1914 : Charlot garçon de théâtre (The Property Man) de Charlie Chaplin
- 1914 : Charlot artiste peintre (The Face on the Bar Room Floor) de Charlie Chaplin
- 1914 : Charlot grande coquette (The Masquerader) de Charlie Chaplin
- 1914 : Charlot garde-malade (His New Profession) de Charlie Chaplin
- 1914 : Charlot et Fatty font la bombe (The Rounders) de Charlie Chaplin
- 1914 : Charlot concierge (The New Janitor) de Charlie Chaplin
- 1914 : Killing Horace
- 1914 : Fatty Again de Fatty
- 1914 : Hello, Mabel de Mack Sennett
- 1914 : Charlot mitron (Dough and Dynamite) de Charlie Chaplin
- 1914 : Leading Lizzie Astray de Fatty